# Mahdi Sayeh
Mahdi Sayeh, né le 4 septembre 1990 à Carthage, est un basketteur tunisien.

## Carrière
Il évolue six ans au sein de son club formateur, l'Étoile sportive goulettoise.
Il dispute le championnat d'Afrique 2015 et le tournoi qualificatif pour les Jeux olympiques d'été de 2016 avec l'équipe de Tunisie.
Il rejoint l'Union sportive monastirienne (USM) en décembre 2014 pour la 29e édition de la coupe d'Afrique des clubs champions organisée à Tunis sous la forme d'un prêt (huit matchs) ; il remporte le match pour la cinquième place (86-78) contre le Primeiro de Agosto.
Il remporte deux finales consécutives de la coupe arabe des clubs champions avec l'Étoile sportive du Sahel (ESS) : en 2015 contre le GS Pétroliers (74-62) à Dubaï et en 2016 contre l'Association sportive de Salé (72-62) à Sousse. Il perd toutefois deux finales consécutives du tournoi Houssem-Eddine-Hariri au Liban avec l'ESS : en 2015 contre le Riyadi Club Beyrouth (115-116) et en 2016 contre les Libanais du Homenetmen Beyrouth (98-102).
Il perd la finale du championnat 2015-2016 contre le Club africain en trois matchs (73-69/56-64 à Sousse et 59-56 à Tunis). Le 7 mai 2016, il remporte la coupe de Tunisie contre l'USM (74-72 a. p.) à la salle omnisports de Radès.
Entre le 13 et le 20 octobre 2016, il participe avec l'ESS au tournoi international de Dubaï et prend la troisième place après avoir perdu en demi-finale (95-104) contre les Libanais du Club Sagesse et remporté le match pour la troisième place (85-79) contre le Club africain.
Durant la saison 2016-2017, il remporte la poule B de la saison régulière et prend la deuxième place du play-off avec l'ESS. Cependant, il perd la finale du championnat 2016-2017 contre l'Étoile sportive de Radès (ESR) en deux matchs (79-61 à Radès et 72-83 à Sousse).
Le 12 mai 2018, il perd la finale de la coupe de Tunisie contre l'ESR (79-65) à la salle omnisports de Radès.
À l'été 2018, il signe pour un an avec l'USM. Le 1er mai 2019, il remporte avec elle le championnat 2018-2019 contre l'ESR en quatre matchs (75-64/78-88 à Radès et 80-77/79-73 à Monastir). Le 11 mai, il perd toutefois la finale de la coupe de Tunisie contre l'ESR (76-68) à la salle omnisports de Radès. Le 3 septembre, il signe pour deux ans avec le Club africain, mais le quitte après une saison.
En mai 2020, il signe pour un an avec les Enfants du Forez évoluant en Ligue 4 française. Le 17 mars 2021 il quitte les Enfants du Forez après une demi-année et signe pour le reste de la saison avec le Stade nabeulien. Le 8 juin, il signe pour la saison 2021-2022 avec le club français du Beaujolais Basket évoluant en Ligue 4 française.
À l'été 2022, il signe pour deux saisons avec le Club africain.
En août 2024, il retourne à l'Union sportive monastirienne.

## Clubs
- 2006-2012 : Étoile sportive goulettoise (Tunisie)
- 2012-2014 : Club athlétique bizertin (Tunisie)
- 2014 : Union sportive monastirienne[10] (Tunisie)
- 2014-2018 : Étoile sportive du Sahel (Tunisie)
- 2018-2019 : Union sportive monastirienne (Tunisie)
- 2019-2020 : Club africain (Tunisie)
- 2020-2021 : Enfants du Forez (France, NM2)
- 2021 : Stade nabeulien (Tunisie)
- 2021-2022 : Beaujolais Basket (France, NM2)
- 2022-2024 : Club africain (Tunisie)
- depuis 2024 : Union sportive monastirienne (Tunisie)

## Palmarès

### Clubs
- Champion de Tunisie : 2019
- Vainqueur de la coupe de Tunisie : 2016, 2024, 2025
- Vainqueur de la Super Coupe de Tunisie : 2023, 2024
- Médaille d'or à la coupe arabe des clubs champions 2015 ( Émirats arabes unis)
- Médaille d'or à la coupe arabe des clubs champions 2016 ( Tunisie)

### Équipe de Tunisie
- Médaille de bronze au championnat d'Afrique : 2015
- Médaille d'argent au championnat arabe des nations 2025

### Distinctions personnelles
- Meilleur passeur du championnat de Tunisie lors de la saison 2018-2019 avec 9,2 passes décisives en moyenne par match
- Meilleur meneur du championnat de Tunisie lors de la saison 2022-2023